# Antonio Guzmán Núñez
Antonio Guzmán Núñez (* 2. Dezember 1953 in Torrejón de Ardoz, Region Madrid) ist ein ehemaliger spanischer Fußballspieler.

## Karriere

### Verein
Guzmán begann an der Jugendakademie Corredor del Henares mit dem Fußballspielen. Von dort wechselte er in die Jugend von Rayo Vallecano. 1973 rückte er in den Profikader auf.
1977 stieg er mit seinem Klub in die Primera División auf. Zur Saison 1978/79 wechselte Guzmán zu Atlético Madrid. Nach zwei Spielzeiten bei den Colchoneros schloss er sich zur Saison 1980/81 AD Almería an. Am Ende der Saison stieg Almería aus der Primera División ab, und Guzmán kehrte zu Rayo Vallecano zurück. In der folgenden Saison kam er nur auf neun Einsätze in der Segunda División. Im Anschluss spielte er bis zu seinem Karriereende 1988 für den unterklassigen Klub RSD Alcalá.

### Nationalmannschaft
Guzmán wurde von Nationaltrainer László Kubala ohne einen vorherigen Länderspieleinsatz in das spanische Aufgebot für die Weltmeisterschaft 1978 in Argentinien berufen. Er debütierte am 24. Mai 1978 beim 0:0 in einem Vorbereitungsspiel zur Weltmeisterschaft im Estadio Centenario gegen Uruguay in der spanischen Nationalmannschaft.
Nach der Auftaktniederlage in der Gruppenphase des Turniers gegen Österreich, bei der Guzmán nicht zum Einsatz gekommen war, wurde er beim 0:0 im Spiel gegen Brasilien in der 82. Spielminute für Francisco Álvarez Uría eingewechselt. Mit einem Sieg, einem Unentschieden und einer Niederlage schied Spanien als Gruppendritter bereits nach der Vorrunde aus. Danach wurde Guzmán nicht mehr in die spanische Nationalmannschaft berufen.